# Villosicoccus
Villosicoccus är ett släkte av insekter. Villosicoccus ingår i familjen ullsköldlöss.
Kladogram enligt Catalogue of Life:
| Villosicoccus | \| \| Villosicoccus brimblecombei \| \| \| \| \| \| Villosicoccus eucalypti \| \| \| \| |
|               | \| \| Villosicoccus brimblecombei \| \| \| \| \| \| Villosicoccus eucalypti \| \| \| \| |
|               | Villosicoccus brimblecombei                                                             |
|               |                                                                                         |
|               | Villosicoccus eucalypti                                                                 |
|               |                                                                                         |